# Park Gi-dong
Đây là một tên người Triều Tiên, họ là Park.
Park Gi-Dong (tiếng Hàn: 박기동; Hanja: 朴基棟;  sinh ngày 1 tháng 11 năm 1988) là một tiền đạo bóng đá Hàn Quốc, thi đấu cho Suwon Samsung Bluewings.

## Sự nghiệp
Park bắt đầu sự nghiệp bóng đá với câu lạc bộ Nhật Bản FC Gifu năm 2010. Trong 1 năm, Park ra sân 8 trận và ghi 1 bàn.
Park được tuyển bởi Gwangju FC trong đợt tuyển quân K League 2011. Anh là đội trưởng trong mùa giải 2011.

## Thống kê câu lạc bộ
| Thành tích câu lạc bộ | Thành tích câu lạc bộ | Thành tích câu lạc bộ | Giải vô địch | Giải vô địch | Cúp                   | Cúp                   | Cúp Liên đoàn | Cúp Liên đoàn | Châu lục | Châu lục  | Tổng cộng | Tổng cộng |
| Mùa giải              | Câu lạc bộ            | Giải vô địch          | Số trận      | Bàn thắng    | Số trận               | Bàn thắng             | Số trận       | Bàn thắng     | Số trận  | Bàn thắng | Số trận   | Bàn thắng |
| Nhật Bản              | Nhật Bản              | Nhật Bản              | Giải vô địch | Giải vô địch | Cúp Hoàng đế Nhật Bản | Cúp Hoàng đế Nhật Bản | Cúp Liên đoàn | Cúp Liên đoàn | Châu Á   | Châu Á    | Tổng cộng | Tổng cộng |
| --------------------- | --------------------- | --------------------- | ------------ | ------------ | --------------------- | --------------------- | ------------- | ------------- | -------- | --------- | --------- | --------- |
| 2010                  | FC Gifu               | J2 League             | 8            | 1            | 0                     | 0                     | -             | -             | -        | -         | 8         | 1         |
| Hàn Quốc              | Hàn Quốc              | Hàn Quốc              | Giải vô địch | Giải vô địch | Cúp KFA               | Cúp KFA               | Cúp Liên đoàn | Cúp Liên đoàn | Châu Á   | Châu Á    | Tổng cộng | Tổng cộng |
| 2011                  | Gwangju FC            | K League 1            | 27           | 3            | 1                     | 0                     | 4             | 0             | -        | -         | 32        | 3         |
| 2012                  | Gwangju FC            | K League 1            | 31           | 5            | 1                     | 0                     | -             | -             | -        | -         | 32        | 5         |
| 2013                  | Jeju United           | K League 1            | 6            | 0            | 1                     | 0                     | -             | -             | -        | -         | 7         | 0         |
| 2013                  | Jeonnam Dragons       | K League 1            | 18           | 1            | 0                     | 0                     | -             | -             | -        | -         | 18        | 1         |
| 2014                  | Jeonnam Dragons       | K League 1            | 7            | 0            | 0                     | 0                     | -             | -             | -        | -         | 7         | 0         |
| 2015                  | Sangju Sangmu         | K League 2            | 35           | 6            | -                     | -                     | -             | -             | -        | -         | 35        | 6         |
| 2016                  | Sangju Sangmu         | K League 1            | 10           | 6            | -                     | -                     | -             | -             | -        | -         | 10        | 6         |
| Tổng cộng             | Nhật Bản              | Nhật Bản              | 8            | 1            | 0                     | 0                     | -             | -             | -        | -         | 8         | 1         |
| Tổng cộng             | Hàn Quốc              | Hàn Quốc              | 134          | 21           | 3                     | 0                     | 4             | 0             | -        | -         | 141       | 21        |
| Tổng cộng sự nghiệp   | Tổng cộng sự nghiệp   | Tổng cộng sự nghiệp   | 142          | 22           | 3                     | 0                     | 4             | 0             | -        | -         | 149       | 22        |